# نبيل دو فريج
نبيل دي فريج، رجل أعمال وسياسي ونائب لبناني، من مواليد العام 1955، متأهل من مايا روبير بركات الصحافية اللبنانية ولهما ولدان: مكرم وجيهان.

## دراسته وعمله
أتم دراسته الثانوية في مدرسة سيدة الجمهور، ثم واصل دراسته الجامعية في معهد العالي للتجارة والإدارة في باريس (1975 - 1980).ونال ليسانس في التجارة والإدارة. واكتسب خبرات في المجال الزراعي والصناعة الغذائية والبحث العلمي الزراعي.

## العضويات
- عضو في الشعبة الفرنكوفونية
- رئيس جمعية حماية وتحسين نسل الجواد العربي في لبنان (ميدان سباق بيروت)منذ العام 1998.
- عضو مؤسس وعضو مجلس إدارة شركة ألبان لبنان
- عضو لمدة عشر سنوات في مجلس إدارة مصلحة الأبحاث العلمية الزراعية
- رئيس مجلس إدارة شركة ألبان لبنان.

## في النيابة
انتخب نائبا عن بيروت في العام 2000 ميلادي، وأعيد انتخابه في الأعوام 2005 و 2009. كما ترأس لجنة الاقتصاد الوطني والتجارة والصناعة والتخطيط النيابية، و انتخب عضوافي لجنة المال والموازنة.

## وصلات خارجية
- بنذة عن نبيل دو فريج في موقع (من هم)
- سيرة نبيل دو فريج في موقع 14 آذار